# Gabriel Mercedes
Gabriel Mercedes (n. 12 noiembrie 1979, Monte Plata⁠(d), Monte Plata Province⁠(d), Republica Dominicană) este un taekwondist ce a reprezentat Republica Dominicană, medaliat olimpic. A participat la 3 ediții ale Jocurilor Olimpice (2004, 2008, 2012) în care a câștigat două medalii de argint.